# Friedrich Fröbel
Friedrich Wilhelm August Fröbel (Oberweißbach, 21 aprile 1782 – Marienthal, 21 giugno 1852) è stato un pedagogista e filosofo tedesco.
Definito il "pedagogista del Romanticismo" è universalmente noto per aver creato e messo in pratica il concetto di Kindergarten (Giardino d'infanzia corrispondente all'odierna scuola dell'infanzia).
Con i Giardini di Infanzia inizia un nuovo modo di concepire, vedere ed educare la natura infantile. Il bambino, infatti, avverte il bisogno irrefrenabile di esprimere il proprio mondo interiore, e lo fa non attraverso il linguaggio ma attraverso il gioco.
Per Fröbel il giardino di infanzia rappresentava una palestra dove si allenavano educatori, genitori e bambini in un luogo di partecipazione comunitaria.

## Biografia

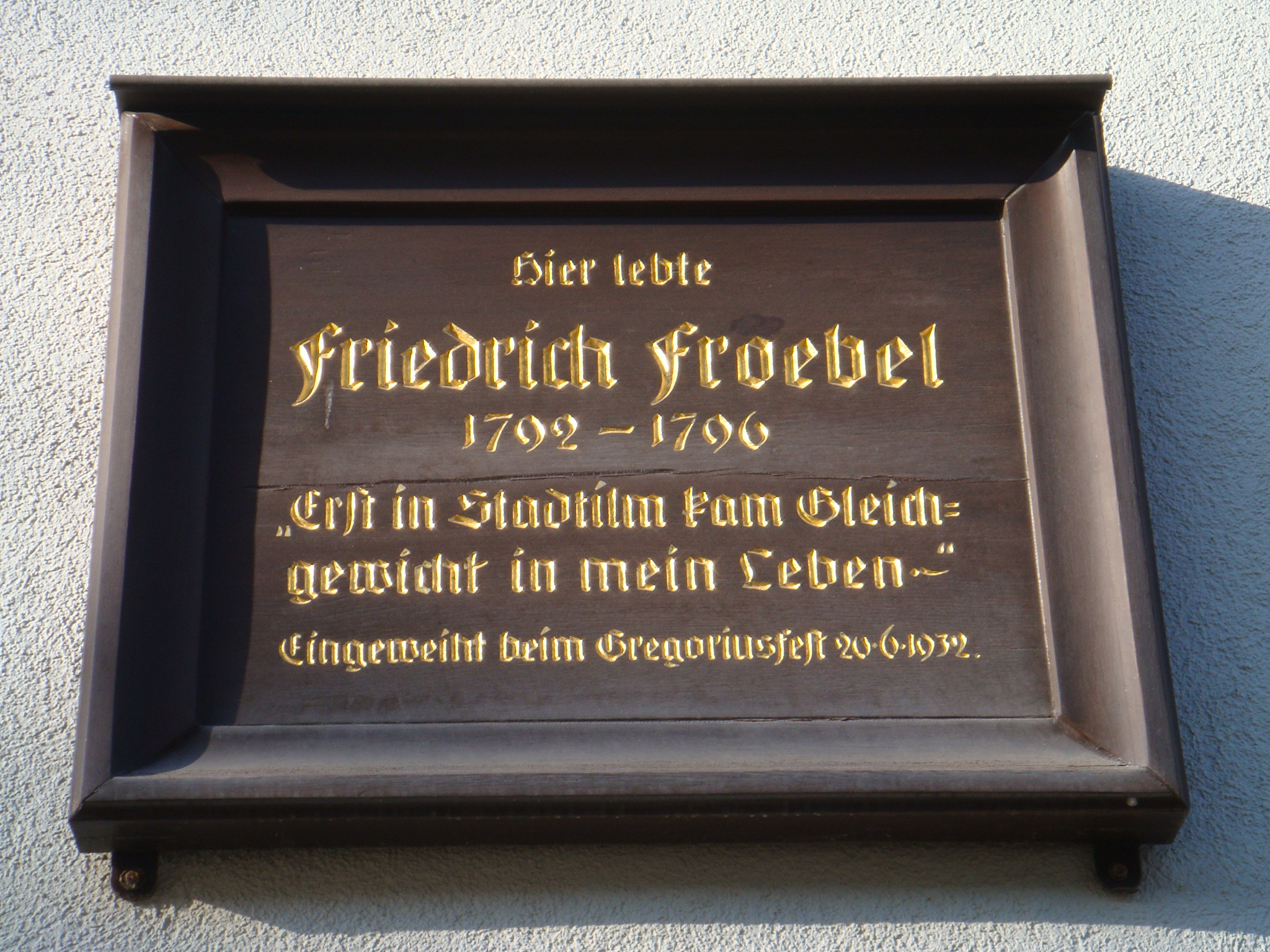
Lapide commemorativa apposta sull'abitazione di Friedrich Fröbel, inaugurata il 20 giugno 1932 in occasione dell'annuale Gregoriusfest, riporta "Solo a Stadtilm l'equilibrio è entrato nella mia vita".

Orfano di madre, ricevette dal padre e dallo zio, ambedue pastori protestanti, una profonda formazione religiosa. Tra le varie occupazioni della sua vita egli fu anche agricoltore, studente universitario, architetto, assistente in un museo mineralogico e maestro. Si appassionò alla filosofia romantica (Novalis, Friedrich Schiller, Friedrich Schelling) e dopo l'incontro a Francoforte sul Meno (1805) con Gruner, discepolo di Johann Heinrich Pestalozzi, suscitò il suo interesse per l'attività pedagogica. Ammirò i pregi del metodo Pestalozzi cercando di approfondirlo e migliorarlo fino a delineare una prima bozza dei Kindergarten. Fino al 1813 si arruolò in difesa della sua patria nella Campagna di Germania, questa circostanza lo legò a due compagni di vita militare che furono amici e collaboratori: Langethal e Middendorf, con i quali una volta terminata la guerra fondò nel 1816 a Grisheim il primo “Istituto Tedesco Generale di Educazione”. Anche a Keilhau, Wartensee, Wilisau, e Burgdorf in Svizzera sperimentò una serie ininterrotta di tentativi pedagogici, tra difficoltà e delusioni di continuo risorgenti, Fröbel venne a poco a poco delimitando il campo della propria attività: l'educazione della prima infanzia, nella quale era destinato a rivelare la sua genialità di maestro. Il campo sperimentale della nuova forma di educazione portò alla nascita dell'istituto per l'educazione all'attività nei fanciulli e nei giovanetti, il giardino d'infanzia (il primo fu aperto nel 1840), periodici e volumetti per l'educazione infantile.

## Pensiero
Per Froebel l’educazione mostra all'uomo la sua parte divina e le sue analogie con la natura: uomo e natura sono nati da Dio e in lui destinati a riposare. Ogni buon sistema di educazione non deve né prevenire né imporsi alla natura, ma personificare nell'educazione la Signoria del Bene, a cui egli stesso si abbandona. Per sviluppare nel fanciullo la sua natura divina occorre prendersene cura fin dalla nascita, perché è parte necessaria del genere umano, e va considerata rispetto al passato, al presente, al futuro di esso, in un continuo divenire che mira all'infinito e all'eterno.
I genitori devono tener conto e quindi conoscere le manifestazioni del bambino che viene alla vita, cioè: tranquillità e irrequietezza, piacere e dolore, riso e pianto; le une favoriscono il pieno sviluppo della sua natura, le altre vi si oppongono. Tutta l'attività di questo primo periodo della vita infantile, detto da Froebel del lattante, è destinato a fargli accogliere in sé le cose esteriori; tra questo periodo e quelli che seguiranno non si devono segnare limiti netti, perché spezzerebbero l'unità della trama della vita stessa. Gli oggetti esteriori si mostrano all'uomo per uno dì questi tre stati: solido, liquido, aeriforme, ciascuno dei quali gli è fornito dai sensi. Ogni oggetto si presenta inoltre o in quiete o in moto, con corrispondenti disposizioni del senso.
Il secondo periodo della vita corrisponde all'"uomo fanciullo", in questo momento comincia la vera educazione dell'uomo: gli elementi della vita infantile sono il gioco e la parola e si stabiliscono i rapporti con la famiglia e con la natura.
Succede il momento in cui l'uomo si separa dall'oggetto per studiarlo, è chiamato periodo dell'adolescenza e l'uomo che impara diviene scolaro.
Secondo il pensiero di Froebel, l'uomo nasce buono e buone sono anche le sue qualità e inclinazioni; spesso è l'educatore a renderlo cattivo soffocando il desiderio del ragazzo di ritrovare l'unità con le cose e con gli esseri. La scuola non ha l'obiettivo di impartire nozioni, il fine dell'insegnamento dovrebbe consistere nel far conoscere al ragazzo tutte le cose. La scuola deve inoltre insegnare la religione Cristiana, per Froebel questa è l'unica che permette di prendere coscienza della nostra origine divina.

## Fröbel: i giardini d'infanzia (centro educazione del bambino)
Friedrich Fröbel vide l'educazione del bambino come celebrazione ed esaltazione dell'autonomia spirituale dell'essere umano che egli è. Questa attività spirituale si realizza nel gioco, il quale offre ai bambini l'opportunità di scoprire se stessi. 

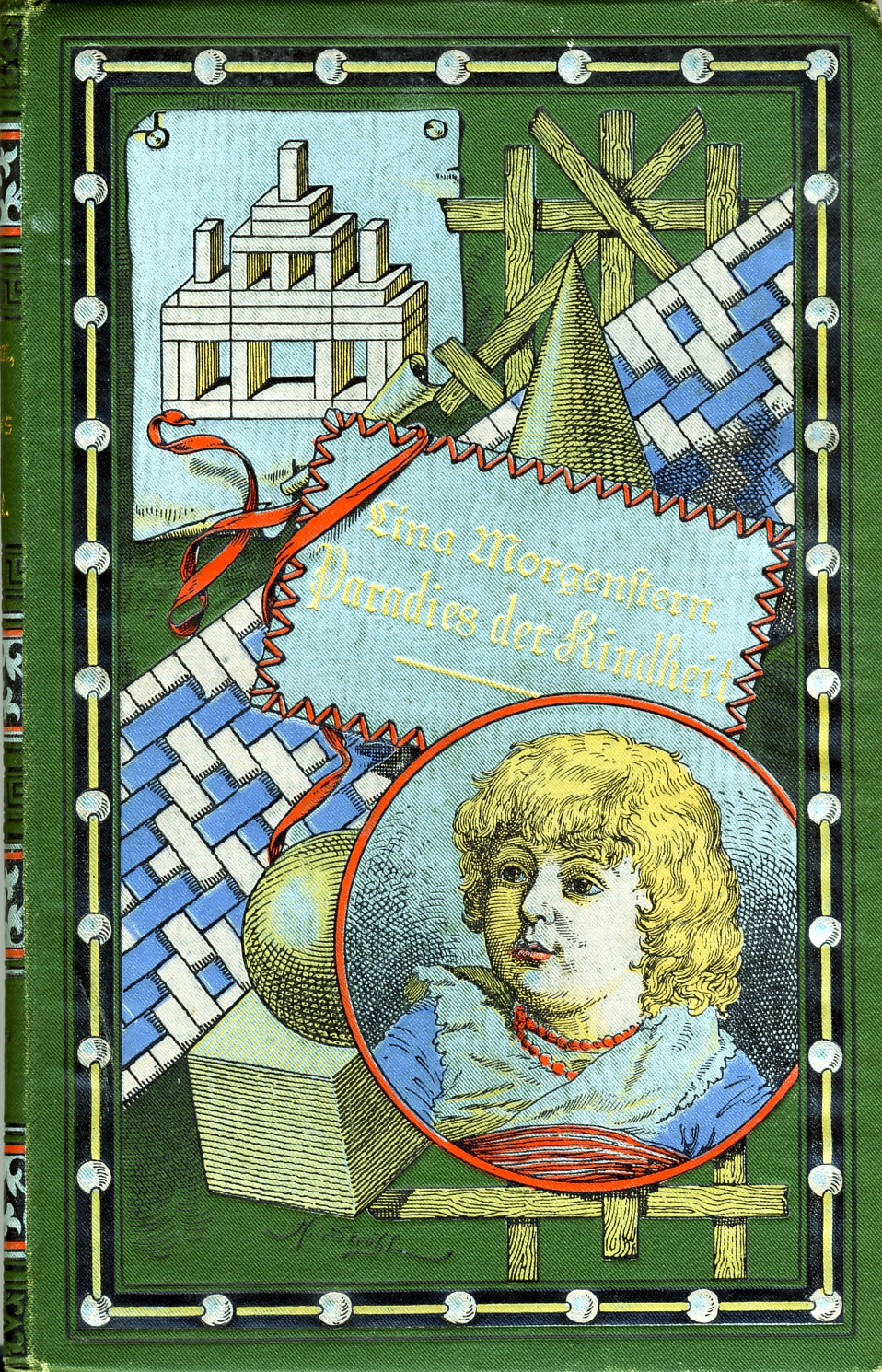
La copertina della quinta edizione del libro "Paradies der Kindheit" (Paradiso dell'infanzia), di Lina Morgenstern sostenitrice delle teorie di Fröbel, pubblicata nel 1889.

Fröbel divenne famoso per l'ideazione del Kindergarten, o giardino d'infanzia. La cosiddetta scuola-giardino è il luogo in cui l'infanzia, paragonata a una pianta, in cui egli può crescere liberamente, accudito da maestre-giardiniere opportunamente formate. Si tratta di un vero e proprio ambiente educativo che riproduce la serenità e funzionalità degli spazi domestici. Il Kindergarten è infatti il compimento dell’educazione di famiglia; le educatrici del tempo dovevano completare l’amore iniziato dalla madre sviluppando in maniera armonica le facoltà fisiche, morali e intellettuali del bambino. 
I giardini erano costituiti da sale interne, il cortile per gli esercizi ginnici e un giardino, fondamentale per mettere il bambino a contatto con la natura. L'attività quotidiana prevedeva: canti religiosi, ginnastica, giochi, coltivazione del giardino, esercizi di lettura e scrittura, discorsi su geografie e scienze, tessitura, disegno. 
Per i più piccoli Fröbel ideò i doni, oggetti di legno offerti, in tempi diversi, al bambino, per indurlo alla scoperta della realtà e di se stesso: una palla, una sfera, un cubo, un cilindro. Per ogni dono Fröbel indicava l'uso che se ne poteva fare per stimolare tutte le potenzialità del bambino: osservazione, esercizio tattile, separazione e ricostruzione. I suoi giardini d'infanzia hanno modificato l'idea dell'educazione del bambino nella prima infanzia (le sorelle Agazzi e Maria Montessori si rifaranno a lui). 
Nella sua opera principale L'Educazione dell'uomo  (1826) Fröbel riprende in parte le riflessioni di Pestalozzi sui concetti educativi di spontaneità e intuizione e il misticismo dei filosofi suoi contemporanei. 
I suoi giardini gli sopravvissero e, superate le diffidenze e le opposizioni anche politiche dei primi anni, in pochi decenni si diffusero rapidamente in tutte le nazioni civili, sebbene alcuni entusiasti seguaci avessero, non di rado, confuso le singole procedure suggerite, talvolta un po' rigide e pesanti, con lo spirito animatore del fröbelismo, che mirava a promuovere tutte le forze dell'infanzia in una atmosfera di gioconda fattività. Fröbel fornì giustificazioni teoriche dei suoi principi, incentrati su una visione unitaria della natura e dell'uomo, d'ispirazione idealistico-religiosa e insieme scientifica; ma essenziale è soprattutto la sua concezione educativa, affermatrice dell'autonomia spirituale e della personalità come ideale da realizzare. Essa mette in luce le potenzialità di autoformazione del fanciullo e afferma la funzione fondamentale che assume, in essa, l'attività giocosa. Il gioco infantile, per Fröbel, è un'attività non ricreativa o diversiva, ma essenzialmente "seria": ne deriva una concezione nuova della libertà creatrice del fanciullo, più avanzata di quella elaborata da Pestalozzi.

## Le chiacchiere della madre
Il libro di Fröbel Le chiacchiere della madre, è stato scritto dal pedagogista proprio come manuale per le madri. La loro missione viene descritta come Santa, perché a loro è affidata la cura di favorire il primo sviluppo delle facoltà del bambino, e come un’opera educativa sociale, il cui punto di partenza è la famiglia e il punto di arrivo è la società (visto che il bambino prenderà un posto nel mondo). Le istruzioni, l’esempio e l’affetto materno imprimono all’uomo la sua prima direzione: queste impressioni sono incancellabili e segneranno il suo sviluppo e la sua formazione. Per questo è importante che ogni madre conosca cosa sia l’infanzia e come si possa raggiungere il felice sviluppo. Fröbel ha dimostrato che l’educazione dell’anima deve cominciare con quella del corpo ed ha trovato l’arte di sviluppare in maniera armonica le forze fisiche, morali ed intellettuali. Quest’arte viene indirizzata prime fra tutti proprio alle madri. Nel libro, infatti, descrive una serie di giochi motori, accompagnati da discorsi e canti. Con essi si favorisce lo sviluppo fisico, quello dell’anima (con l’influenza della tenerezza della madre e del suo canto) ed in generale si promuove lo sviluppo intellettuale (con l’uso delle diverse facoltà). È importante però che la mamma non imponga mai il gioco, ma faccia sì che il bambino stesso lo richieda. Si deve sempre fare così se si vuole che l’occupazione a cui si dedica il bambino porti i suoi frutti. Non bisogna dimenticare l’aspetto religioso di questo libro: le Chiacchiere formano infatti un manuale religioso della prima infanzia, perché non vi è una scena che non faccia riferimento, in modo infantile, all’Essere Supremo. Attraverso questi giochi e discorsi il bambino può conoscere svariate scene della natura e porsi in relazione con essa: avere quindi, secondo il pedagogista, una preparazione all’insegnamento religioso (aspetto che prima di Fröbel nessuno aveva preso in considerazione). Preparazione che consiste nell’avvicinarlo al Creatore facendogli prima conoscere ciò che ha creato: come viene detto nel libro per innalzarsi al Dio invisibile deve conoscere il mondo visibile. La madre non fa recitare lunghe preghiere ai suoi fanciulli, ma con le sue parole e con il suo tono di voce cerca di toccare il loro cuore e inspirare alle loro anime un inno di grazie. A questi giochi e a queste chiacchiere vanno uniti i sei doni ed occupazioni di  Fröbel.

## Doni

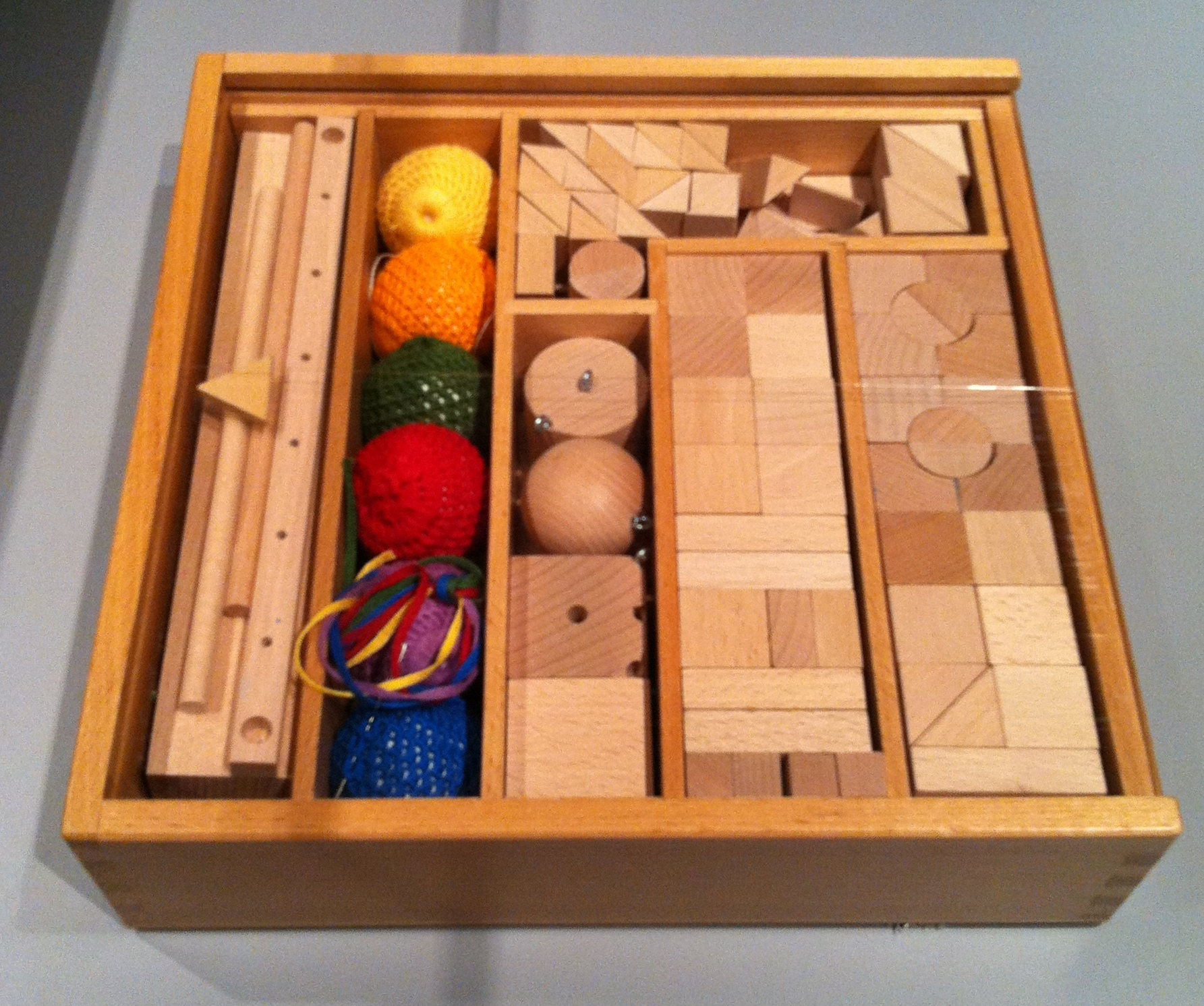
Riproduzione moderna di una scatola di costruzioni impiegate da Friedrich Fröbel.

Come suddetto, tutto il materiale didattico che viene utilizzato nel campo dei giochi dal personale del Kindergarten è rinominato con il termine "doni".
I primi sei che vengono introdotti al bambino hanno la funzione di insegnare le proprietà generali dei corpi, in particolar modo delle forme geometriche: il primo è la palla ed è, secondo Fröbel, il punto di partenza di tutte le altre forme. Questo oggetto può essere utilizzato in molti giochi, sia guidati che liberi. Il secondo dono è composto da una sfera, un cilindro ed un cubo. Fröbel volle che questi oggetti fossero accompagnati da alcuni versi cantati, non solo per far sì che il bambino imparasse il linguaggio o sviluppasse l'udito, ma perché riuscisse a sviluppare idee chiare e distinte tra cui l'idea del calcolo.  Il terzo dono, un cubo diviso in otto parti, dovrebbe far risvegliare nel bambino il senso dell'intero e della divisibilità dei corpi. Il quarto è un cubo diviso in otto mattoni mediante tre divisioni orizzontali e una verticale.  Il quinto è invece, un cubo diviso obliquamente in ventisette cubi. In questo modo sarà facilitato l'insegnamento del calcolo.  Infine, l'ultimo dono consiste in un cubo diviso in ventisette mattoni. Esso si ricollega al quarto dono ed è la progressione del quinto.
Secondo Fröbel, grazie a tutti questi doni, il bambino dovrebbe acquisire l'idea dei solidi e le loro dimensioni (altezza, larghezza, lunghezza), esistono poi doni complementari che fanno procedere lo sviluppo intellettuale del bambino verso l'astratto.

## Opere
- Friedrich Fröbel, L’educazione dell’uomo, 1826.

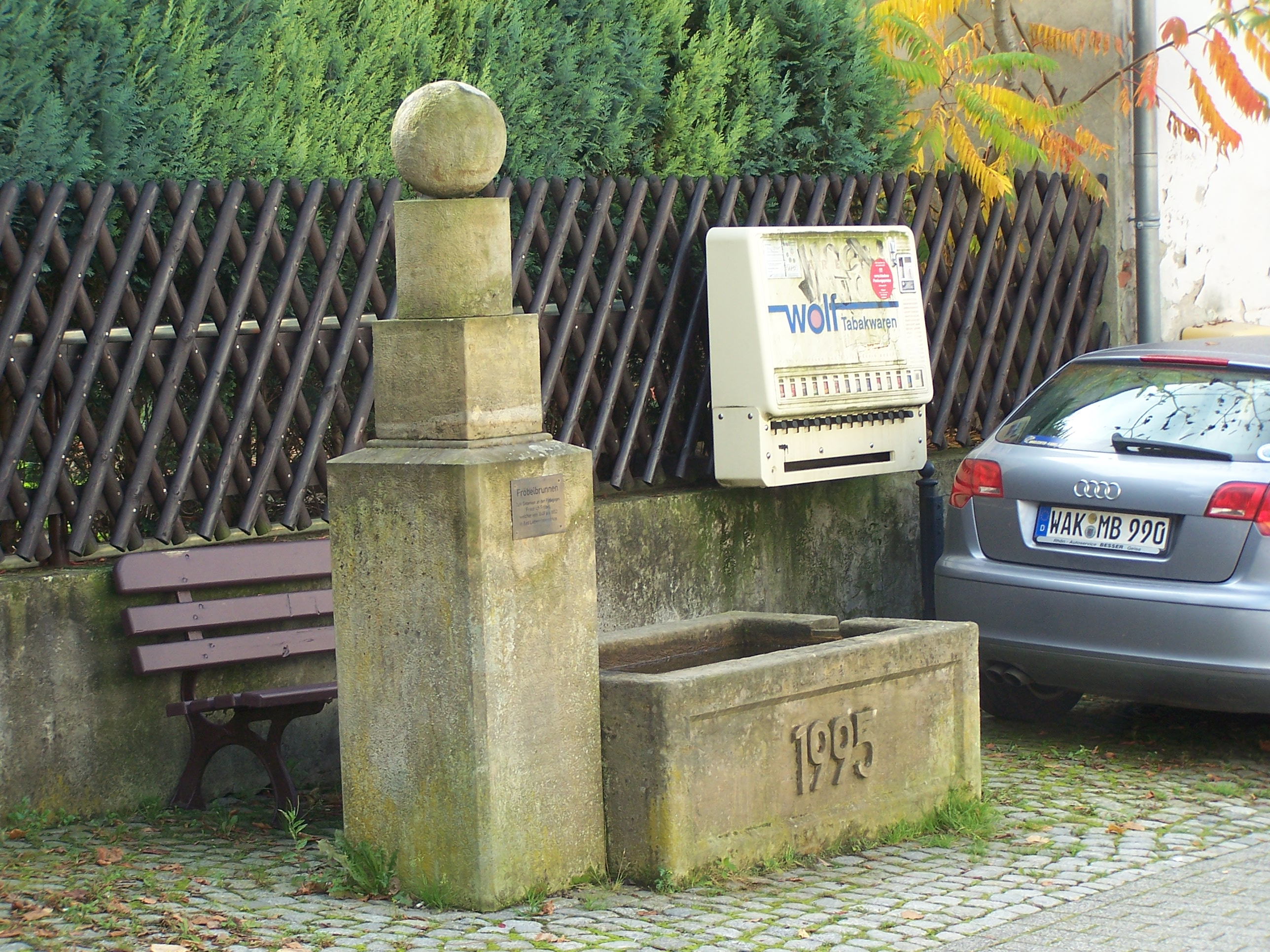
Bad Liebenstein, la fontana Fröbel - costruita nel 1995 sulla base delle forme dei giocattoli per bambini raccomandati da Fröbel.

- Friedrich Fröbel, Familien der Erziehenden. Wochenblatt für Selbstbildung und Bildung Anderer, 1826.
- Friedrich Fröbel, In seiner Entwicklung als Mensch und Pädagoge.
- Friedrich Fröbel, Pädagogik des Kindergartens. Gedanken Friedrich Fröbels über das Spiel und die Spielgegenstände des Kindes, 1840.
- Friedrich Fröbel, Mutter und Koselieder. Ein Familienbuch, 1843.
- Friedrich Fröbel, Wochenschrift. Ein Einigungsblatt für alle Freunde der Menschenbildung, 1850.
- Friedrich Fröbel, Zeitschrift für Friedrich Fröbels Bestrebungen, 1851.
- Friedrich Fröbel, Autobiography of Friedrich Frobel, 1862.

Le principali opere furono però riunite, a partire dalla seconda metà dell’800, da Wichard Lange all'interno della raccolta Friedrich Fröbels gesammelte pädagogische Schriften.

### Annotazioni
1. ↑  Festa delle scuole e dei bambini, celebrata ancora oggi in ricordo di Papa Gregorio IV ricordato anche come "Papa dei bambini".

### Fonti
1. 1 2 3   Adriano Sofo e Maria Cristina Natile, La realtà rurale delle fattorie didattiche in Italia, Lulu.com,  p. 94.
2. 1 2 3 4 5 6 7 8 9   Erminia Lucentini, Il metodo Montessori e il metodo Frobel per l'Educazione dell'Infanzia,  pp. 78-82.
3. 1 2 3 4 5   Froebel, Friedrich Wilhelm August nell'Enciclopedia Treccani [collegamento interrotto], su treccani.it. URL consultato il 10 gennaio 2019.
4. ↑   Fröbel, Friedrich - Pensiero, su Skuola.net - Portale per Studenti: Materiali, Appunti e Notizie. URL consultato il 28 ottobre 2023.
5. ↑  (IT) Friedrich Fröbel, L'educazione dell'uomo, traduzione di Margherita Brivio, La Nuova Italia, 1º agosto 1993, ISBN 978-88-221-1239-2. URL consultato il 28 ottobre 2023.
6. 1 2   Manuale pratico dei Giardini D'Infanzia di Federico Froebel ad uso delle educatrici e delle madri di famiglia, composto sopra i documenti tedeschi da F. - J. Jacobs tradotto dal francese, Milano, Stabilimento dell'editore Giuseppe Civelli e presso le case filiali in Firenze, Torino, Verona, Ancona e Roma, 1871..
7. 1 2 3 4 5 6 7 8   Erminia Lucentini, Il metodo Montessori e il metodo Frobel per l'Educazione dell'Infanzia,  pp. 93-96.